# Massacre de Thiaroye
Pour les articles homonymes, voir Thiaroye (homonymie).
Le massacre de Thiaroye (prononcer tiaroï) est un massacre commis par les troupes coloniales et des gendarmes français à l'encontre de tirailleurs africains, le 1er décembre 1944, au camp militaire de Thiaroye, près de Dakar, dans la colonie du Sénégal. Il survient à la suite d'une manifestation de tirailleurs, anciens prisonniers de la Seconde Guerre mondiale récemment rapatriés, réclamant le paiement de leurs indemnités et le versement du pécule qui leur était dû depuis des mois, que l’administration coloniale refuse de leur verser. Bien que la nouvelle du massacre soit connue dans toutes les colonies françaises d’Afrique occidentale, elle reste inconnue en métropole, excepté par les hommes politiques et la haute administration concernée, les responsables ayant pris les mesures nécessaires pour qu’il ne soit pas ébruité. Ce n’est qu’après plus de quarante ans que la recherche historique peut s’emparer du sujet, faisant face à de nombreuses difficultés entre les archives falsifiées et celles manquantes ou cachées. 
Le nombre de victimes fait l'objet de controverses entre historiens. Deux documents militaires français font état, l'un de 35, l'autre de 70 tirailleurs tués. L'historien sénégalais M'Baye Gueye dénombre 191 tués ; plusieurs historiens français, dont Armelle Mabon et Martin Mourre, évoquent l’hypothèse de plusieurs centaines de victimes sans pour autant que ni l'une ni l'autre de ces hypothèses puisse être étayée de manière décisive à ce jour.

## Historique

### Terminologie
Le terme de massacre est retenu car, d’après Martin Mourre, il s’agit de « la mise à mort de soldats se déroulant sur un temps très bref, sans aucune distinction de qui est tué ». Le nom du lieu, Thiaroye, peut s’écrire avec ou sans h. Dans les documents d’époque coloniale, il n’en porte pas, mais l’usage, quelques décennies plus tard, au début du XXIe siècle est d’en mettre un,.

### Contexte

#### Le camp de Thiaroye
Le camp de Thiaroye est constitué en 1905, à une quinzaine de kilomètres du centre de Dakar, sur un terrain dont l’armée négocie la concession aux Lébous. Elle en fait un camp d’entraînement et de transit pour les tirailleurs sénégalais. Les habitants du village de pêcheurs de Thiaroye bénéficient à l’occasion de soins auprès des médecins attachés au camp,.

#### Les tirailleurs en France de la campagne de France à la Libération

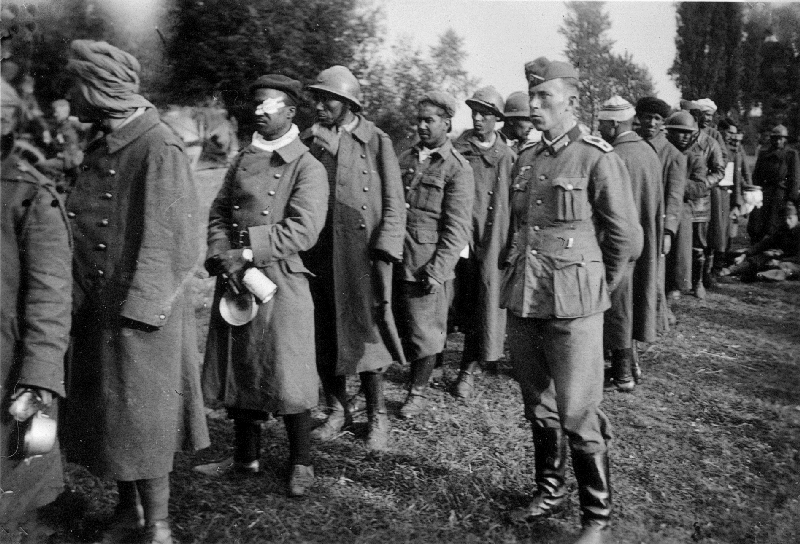
Tirailleurs africains prisonniers des Allemands en 1940.

Les tirailleurs sénégalais sont issus de l’ensemble de l'Afrique-Occidentale française (AOF) : colonies du Sénégal, du Dahomey (actuel Bénin), du Soudan français (actuel Mali), de la Haute-Volta (actuel Burkina Faso), de la Côte d'Ivoire, de l'Oubangui-Chari (actuelle République centrafricaine), du Tchad, du Niger, du Gabon et du Togo. Acheminés en France pendant la drôle de guerre, les tirailleurs sénégalais participent à la campagne de France, où ils sont faits prisonniers comme deux millions de soldats français, en subissant un traitement différent : les Allemands évitent de faire prisonniers des non-blancs (qu’ils préférent exécuter sommairement ou massacrer), ils sont privés d’eau pendant les marches vers les camps (et abattus s’ils tentent de boire l’eau des fontaines ou celle que les Français leur tendent au bord de la route). Mais, contrairement aux soldats originaires de la France métropolitaine, les Allemands ne les internent pas en Allemagne, souvenir de la Honte noire. Alors que la moitié des soldats coloniaux français avaient été transportés en Allemagne, au printemps 1941, ils ont tous été renvoyés dans des camps en France.

Ils sont ainsi 69 000 prisonniers de l’armée coloniale à être emprisonnés dans des Frontstalags répartis dans toute la zone occupée, dont 15 777 Sénégalais et 3 888 Malgaches. Leur nombre diminue fortement la première année : Armelle Mabon estime que 2 500 d’entre eux ont réussi à s’évader ; de nombreux autres sont déclarés inaptes au travail, avec la complicité de médecins français, et envoyés en zone sud où ils sont pris en charge au sein des GMICR (groupements de militaires indigènes coloniaux rapatriables), pour un total de 16 000 hommes en 1943. Au sein de ces GMICR, seuls les Nord-Africains sont effectivement transportés en Afrique.

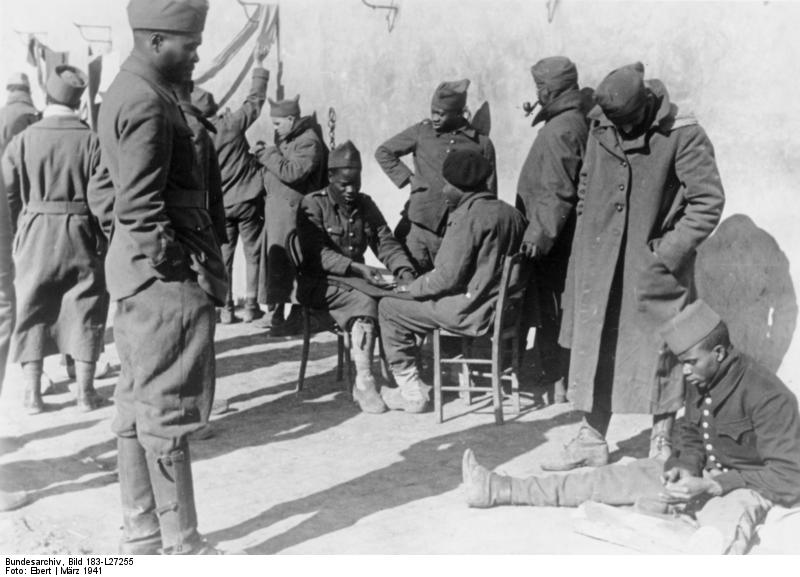
Des tirailleurs prisonniers au Frontstalag 230 de Poitiers.

Dans les Frontstalags, les conditions de détention sont dures : ils sont généralement affamés et mal vêtus, malgré les colis de la Croix-Rouge et de l’association Amitiés africaines. Certains tirailleurs sont employés pour divers travaux, et touchent une indemnité de 8 francs français (FF) par jour, qu’ils déposent sur un livret d’épargne géré par le Frontstalag. À partir de 1943, dans le cadre de la politique de collaboration avec l’Allemagne nazie, le régime de Vichy fournit des cadres de l’armée pour encadrer les Frontstalags, ce qui permet à la Wehrmacht de récupérer quelques centaines de combattants pour le front de l'Est. Ce sont donc des officiers français, libres, qui deviennent les gardiens de prison des tirailleurs sénégalais pour le compte des Allemands, ce qu’ils ressentent comme une trahison.

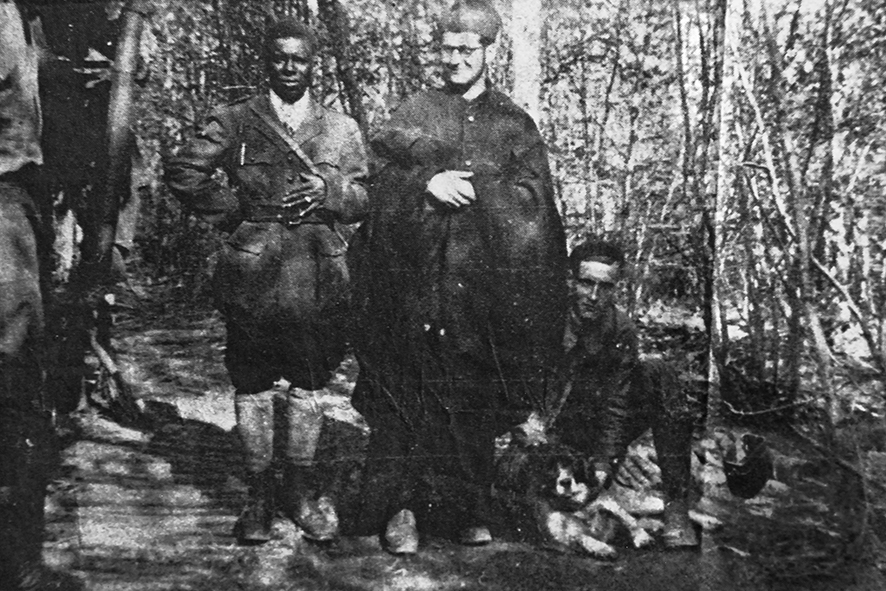
Addi Bâ au maquis avec deux réfractaires du STO et un chien.

Ceux qui s’évadent bénéficient de solidarités et de silences indispensables pour obtenir vêtements civils et papiers. Malgré le nombre important d’évasions, la médaille des évadés n’a été attribuée qu’à une centaine de tirailleurs, une discrimination parmi d’autres. Parmi les évadés, un grand nombre rejoint la résistance, comme les 52 qui combattent dans le maquis du Vercors ou le Guinéen Addi Bâ, créateur d’un maquis dans les Vosges et mort sous la torture, reconnu combattant de la Résistance en 2003.

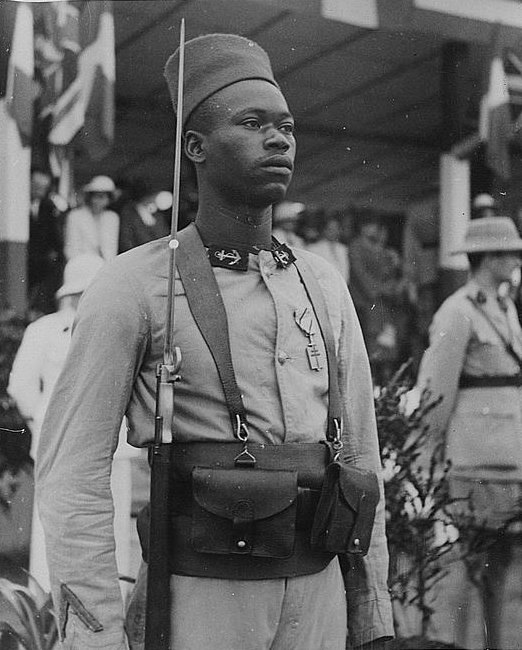
Un tirailleur fait compagnon de la Libération.

L’Allemand Raffael Scheck note que les contacts avec la population française sont généralement bons, les tirailleurs étant bien accueillis. Les tirailleurs prennent aussi conscience que les travailleurs français sont assez peu différents d’eux. Quelques éléments permettent de maintenir le moral de certains tirailleurs, comme les marraines de guerre et parfois, des rencontres amoureuses. Ces rencontres, qui débouchent parfois sur des naissances, sont envisagées plutôt négativement par les autorités militaires coloniales françaises à la fin de la guerre. D’un côté, elles stigmatisent le « pourrissement » des tirailleurs qui font « usage du vin et de la femme blanche » ; d’un autre côté, si les couples et les enfants s’installent aux colonies, et d’un point de vue proche de l’élevage, les colonies peuvent tirer avantage « de souches de métis adaptés au pays ». Ces cas ont provoqué de nombreuses demandes d’autorisation de mariage pour les tirailleurs par les femmes enceintes.

#### Rassemblement et rapatriement des tirailleurs africains de métropole
À l’automne 1944 et à l’hiver 1944-1945, une série de contestations et une mutinerie touchent les contingents de soldats originaire d’Afrique du Nord retirés du front, qui portent des revendications d’égalité avec les soldats de la métropole.
Alors que la Seconde Guerre mondiale n'est pas encore terminée, les tirailleurs africains sont, durant l'été 1944, parmi les premiers prisonniers de guerre libérés par l'avancée des troupes alliées à la suite du débarquement de Normandie. Près de 30 000 soldats autochtones, dont 17 000 Nord-Africains, sont libérés ; s’y ajoutent les évadés et ceux qui ayant rejoint la Résistance, ont combattu au sein des Forces françaises de l'intérieur (FFI). Le général Ingold organise leur départ pour qu’il soit le plus rapide possible : regroupement en casernes pour rétablir la discipline, dans des conditions pires que celles de leur internement, ce qui émeut la presse. Enfin, lorsqu’ils embarquent pour l’Afrique, aucune cérémonie n’a lieu. Le même Ingold refuse de prendre en compte les grades acquis au sein des FFI. Cette démobilisation sert aussi à « blanchir » les troupes françaises. Au total, « de novembre 1944 à mars 1945, le nombre d’autochtones rapatriés en AOF […] s'élève à 9 678, soit 3 261 ex-prisonniers et 6 334 rapatriés de France ». En général, on constate une grande impatience de rentrer au pays chez les soldats coloniaux. Les premiers tirailleurs à quitter la France embarquent les 9 et 22 octobre de Cherbourg.

#### Soldes et primes non versées

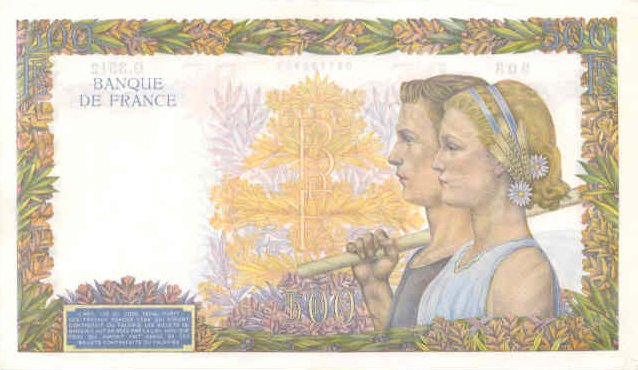
Un billet de 500 francs de 1942.

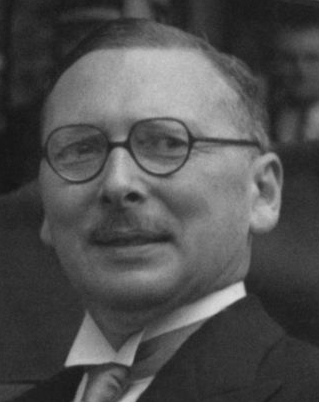
Le ministre des colonies René Pleven.

N’ayant touché aucune somme durant la durée de la guerre, à l’exception de ceux qui ont travaillé au Frontstalag, les tirailleurs sont en droit de percevoir des arriérés de solde, plus des primes.
Les tirailleurs de Thiaroye étaient initialement rassemblés dans des centres de transit à La Flèche, Versailles et Rennes. Ces trois contingents, totalisant 1 950 tirailleurs, sont rassemblés à Morlaix (Finistère) en vue de leur embarquement pour le Sénégal. Ils perçoivent une partie de leur dû au moment de leur passage dans les centres de transit ; cependant, d’après les documents à disposition, ces versements sont inégaux selon les centres de transit (de presque rien à presque tout, mais les rapports se contredisent). Une nouvelle avance de 1 500 francs leur est versée en octobre, avant le départ de la métropole.
Le ministre des Colonies René Pleven souhaitait que la solde de captivité des tirailleurs soit alignée sur celle des Français, ce qui lui fut refusé.
Les tirailleurs attendent le versement des sommes qui leur sont dues et composées de, :
- une indemnité de combat ;
- une prime de continuation de service ou de maintien sous les drapeaux ;
- le solde de leur livret d’épargne ;
- la prime de démobilisation ;
- l’indemnité de congé de libération ;
- le pécule ou solde de captivité, de 1 franc par jour passé en captivité jusqu’en juin 1943 puis de 4 francs pour les jours allant de juin 1943 à leur libération effective (soit un maximum de 2758 FF)[7] ;
- la solde de traversée.

De plus, au moment de la démobilisation, l’armée doit procéder à l’examen des droits à avancement, régler les problèmes liés aux décorations et vérifier les grades FFI acquis par ceux qui ont participé à la Résistance.
D’après la circulaire 2080 du 21 octobre, les arriérés devaient être liquidés avant l’embarquement, le paiement se faisant pour un quart à l’embarquement, le restant au débarquement pour éviter les vols,. Ceci est confirmé par télégramme au gouverneur de l’AOF, Pierre Cournarie.

#### Embarquement et premières contestations
Dans le contingent de Morlaix, 315 tirailleurs refusent de quitter la métropole avant que leur situation soit réglée. Ceux-ci dorment à la rue, ou sont logés chez l’habitant, jusqu’à ce que le 11 novembre, une intervention violente de la gendarmerie les oblige à quitter les lieux, faisant 7 blessés (dont un gendarme). Cette intervention choque la population, indignation renforcée par le choix de la date de l’intervention, anniversaire de l’armistice de 1918. Les 315 tirailleurs sont internés au camp militaire de Trévé, sans couvertures, puis à Guingamp, jusqu'en janvier 1945,.
Au final, ce sont donc 1 635 tirailleurs qui embarquent de Morlaix le 3 novembre 1944 sur un navire britannique, le Circassia. La nuit du 5 novembre, de minuit à 8 heures du matin, le capitaine Renaud procède à des paiements aux tirailleurs à bord ; il disposait de 7 millions de francs. À l’issue, les tirailleurs reçoivent une note qui indique les sommes qui leur restent dues. Deux escales ont lieu à Plymouth et Cardiff, puis le navire prend la direction du sud. À Casablanca, les tirailleurs sont débarqués par les Anglais, et sont hébergés au camp de la Médiouna, avant que les autorités ne réussissent à obtenir que le Circassia ne les transporte jusqu’à Dakar, où ils arrivent le 21 novembre. Au moment de quitter le navire, les tirailleurs manifestent leur mécontentement en refusant de nettoyer le pont. Malgré la cérémonie d’accueil organisée par le gouverneur, quelques tirailleurs ont des gestes de colère. Après leur débarquement à Dakar, les tirailleurs sont acheminés en camions au camp de Thiaroye. Les différents rapports de l’armée indiquent des chiffres différents, allant de 1 200 à 1 800, imprécision inhabituelle pour l’armée.

#### Au Sénégal: des autorités coloniales restées tardivement fidèles à Vichy
Les officiers et sous-officiers blancs qui commandent les troupes coloniales restées en AOF sont pour plupart restés longtemps fidèles au régime de Vichy, et ne se sont ralliés à la France libre qu’en 1943 : par exemple, le général de Boisboissel, la plus haute autorité militaire à Dakar en décembre 1944, a combattu du côté des forces vichystes en novembre 1942 lors du débarquement anglo-américain en Afrique du Nord. Même après le ralliement de toute l’AOF à la France libre, un rapport constate que les officiers sont, dans l’ensemble, favorables au maréchal Pétain.
Les autorités coloniales ont établi un véritable apartheid de fait sous Vichy : les salaires et les pensions sont différents pour les indigènes, qui sont aussi soumis à la Corvée, travail forcé aboli par la Révolution mais réintroduit sous le nom de Prestations dans les colonies françaises ; les indigènes se voient aussi interdire l’entrée des débits de boisson et des restaurants tenus par des Blancs et sont soumis au couvre-feu. Ces mesures, encore en vigueur en 1944, la guerre n’étant pas finie, heurtent les tirailleurs rapatriés qui ont vu la France et aspirent à plus d’égalité, le mythe de la supériorité de l’homme blanc s’étant évanoui.
Les officiers de la coloniale ont déjà eu à gérer la démobilisation de certains tirailleurs en 1940, qui a elle aussi suscité des protestations au sujet du non-paiement de la prime de démobilisation et autres droits. Un groupe de tirailleurs du camp de Kindia à Conakry a même attaqué le chef de cercle et le chef de gare en novembre 1940. Les autorités coloniales ont répondu sévèrement, les 31 tirailleurs impliqués étant condamnés à des peines de 5 à 20 ans de prison pour outrage à un officier supérieur. Parmi les officiers généraux présents au Sénégal, le général Marcel Dagnan (chef de la division Sénégal-Mauritanie) et le général Yves de Boisboissel, son supérieur, commandant des troupes de l’AOF, sont camarades de la promotion 1909 de l’école de Saint-Cyr. Ce sont ces officiers qui ont en charge la démobilisation des tirailleurs rapatriés à Thiaroye.
Des rumeurs de soulèvement des locaux circulaient dans la population des colons européens, soulèvement devant avoir lieu à l’occasion de la fête de Tabaski et donnant lieu au massacre des colons.

### Le massacre

#### Réclamation des sommes dues par les tirailleurs
Entre le départ des tirailleurs de Morlaix et leur arrivée à Dakar, une nouvelle circulaire datée du 16 novembre est envoyée aux administrations : désormais, le paiement des arriérés de solde doit se faire intégralement au départ de la métropole mais cela ne concerne pas les tirailleurs de Thiaroye, qui sont déjà partis de métropole.
Dans le camp militaire de Thiaroye, les 1 635 tirailleurs rapatriés attendent toujours le versement des sommes qui leur sont dues. Toutefois, le commandement ne donne satisfaction que sur les demandes de conservation de divers effets personnels. La seule opération qui a eu lieu à Thiaroye est le change de monnaie des sommes que les tirailleurs avaient déjà sur eux : en moyenne, 17 000 FF, mais une dizaine d’entre eux avaient entre 50 et 70 000 FF, éveillant les soupçons des officiers français qui en ont jugé l’origine douteuse. Selon l'historienne Armelle Mabon, l'échange en francs de l'AOF a lieu le 28 novembre, et c'est sur le paiement des autres sommes dues, la récupération d'argent déposé sur des livrets d'épargne, des questions d'habillement, de vérification des grades et des droits à avancement que porte le conflit. Pour ce qui est des sommes restant à percevoir par les tirailleurs, les généraux Yves de Boisboissel et Dagnan annoncent aux tirailleurs qu’elles leur seront versées dans les cercles.
Un groupe de 549 tirailleurs qui devait être acheminé sur Bamako refuse de partir le 27 novembre tant qu'il n'a pas été intégralement payé. Le lendemain de ce mouvement de protestation, le général Marcel Dagnan, commandant de la division Sénégal-Mauritanie depuis juillet 1943, se rend au camp ; les tirailleurs se montrent exigeants sur les réponses qu’ils attendent. Selon son rapport du 4 décembre sa voiture est bloquée avec des cales et des barbelés, son autorité s’évanouit, il ne répond à aucune des questions concernant le règlement administratif de la situation,,. Il s’en tire en annonçant que la question va être examinée et qu’ils seront payés. Choqué, il considère même avoir été à deux doigts d’être séquestré et que les tirailleurs sont en état de rébellion, la question de leurs droits n’étant qu’un prétexte. Sans se préoccuper du bien-fondé de ces revendications, jugées légitimes par les historiens, il prépare une force de répression.
Après le massacre, les officiers affirment que ces revendications tirent leur origine de la propagande que les tirailleurs ont subi dans les Frontstalags de la part des Allemands, ainsi que de la perte de prestige des officiers de la coloniale due au fait que Vichy avait fait garder certains Frontstalags par ces cadres de la coloniale. Certains officiers avancent même l’idée d’une mutinerie préparée par les Allemands, qui auraient fourni des armes et payé les tirailleurs pour qu’ils se mutinent (rapport de Perier). D’autres officiers considèrent que les Français, et particulièrement les Françaises, ont trop bien traité et fait preuve de trop de considération pour les tirailleurs en France métropolitaine. Enfin, l’opposition américaine au colonialisme aurait influencé les tirailleurs, ainsi que la proximité avec les soldats noirs américains qu’ils croyaient égaux aux soldats blancs. Raffael Scheck contredit la plupart de ces points, notamment sur l’armement allemand (baïonnettes et grenades) qui a pu être abandonné par les soldats de la Wehrmacht en retraite et ramassé par les tirailleurs. Mais il est certain que l’idéologie raciste de Vichy, similaire à celle des nazis, et les compromis du régime, ont provoqué une hostilité envers la France et ses autorités, alors que les contacts avec la population française avaient souligné le contraste entre le racisme de ces autorités et la bienveillance de nombreux Français.

#### Mise sur pied d'une force de répression

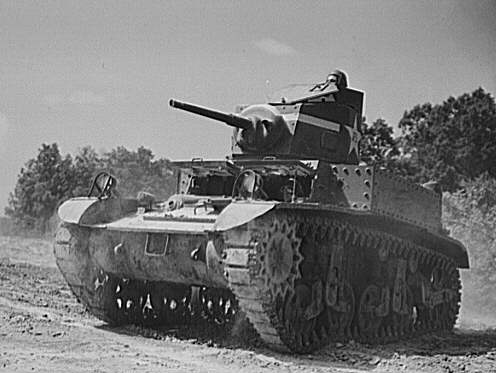
Char léger américain M3, intégré à la force de répression.

La veille du massacre, le général Dagnan met sur pied une force de répression, en accord avec son supérieur, le général de Boisboissel,. Sont mobilisés : deux bataillons d’infanterie[réf. à confirmer], gendarmes, et un peloton de sous-officiers et d’hommes de troupes français, renforcés de 3 compagnies des 1er et 7e régiments de tirailleurs sénégalais, appuyés par un char léger américain M3, deux automitrailleuses et une autochenille blindée du 6e régiment d'artillerie coloniale,,. Le lieutenant de vaisseau Max Salmon, de l’escadre stationnée en rade de Dakar, est aussi requis. Ayant une réputation de bon tireur, c’est lui qui a le commandement des automitrailleuses : le général Dagnan a rassemblé toutes les forces disponibles. Au total, c'est l’ensemble des forces de maintien de l’ordre présentes dans la région de Dakar — et même jusqu’à Saint-Louis à plus de 250 km — qui sont mobilisées, soit plus de « 1 100 autochtones et environ 120 Européens ». Un télégramme est envoyé à Paris à une heure du matin pour obtenir une approbation, mais il n’y a aucune trace de réponse (positive ou négative) dans les archives : Martin Mourre considère que le choix de cette heure tardive est une manière de mettre la capitale devant le fait accompli.

#### Déroulement du massacre
Quelques témoignages recueillis en 1984 affirment que des militaires avaient creusé des fosses avant le 1er décembre, et le poissonnier qui livrait habituellement le camp avait reçu instruction de ne pas livrer ce jour-là.
Selon les rapports officiels, le camp est investi par les troupes du général Dagnan au matin du 1er décembre, à partir de 6 h 30. Les tirailleurs auraient été agités, refusant d’obéir, insultant leurs officiers, tirant sur la force de répression et tentant de prendre les blindés d’assaut. Toujours selon les rapports des officiers, un tirailleur « mutiné » aurait « porté la main à son couteau » à 7 h 30, avant d'être désarmé par des sous-officiers français,. Une première rafale aurait éclaté à 8 h 45. Les premiers tirs des mutins (selon le point de vue des officiers) se produisent vers 8 h 45 - 8 h 55 : c’est à ces tirs que la blessure du seul tirailleur touché dans le service d’ordre serait due. En « riposte » à 9 h 20, le général Dagnan fait procéder à des tirs de semonce, puis ouvre le feu sur les manifestants à 9 h 30. Certains rapports des militaires présents sur place indiquent que les tirs de 8 h 45 sont une salve tirée en l’air par le service d’ordre. Les procès-verbaux des tirailleurs arrêtés offrent une version différente, et sont beaucoup plus cohérents entre eux : on leur a donné l’ordre de se rassembler sur l’esplanade centrale, la fusillade durant seulement quelques secondes,.
Du côté des insurgés supposés, aucune preuve de tir n’a été faite, comme une douille ramassée ; les rapports des officiers indiquent la saisie d’une certaine quantité d’armes, dont un mousqueton mais surtout des armes blanches : selon des experts, il ne s’agit que de « petite quincaillerie » face à l’armement dont disposait les forces de répression. Du côté des automitrailleuses, les rapports indiquent que 150 coups de feu ont été tirés. Julien Fargettas indique que les versions se contredisent sur l'origine du premier coup de feu (tir d'un tirailleur consigné dans un baraquement ou tir de semonce des forces de l'ordre face au harcèlement verbal des tirailleurs). Le général Bach estime certain qu’il n’y a pas eu de provocation du côté des tirailleurs, et que par contre du côté des forces de répression, il y a certainement eu l’ordre d’un tir « à tuer ».
Des tirailleurs fuient le camp et se refugient au proche village de Thiaroye, certains habitants leur apportant de l’aide. Un tirailleur a été tué à Thiaroye Gare et identifié par le Dr Deffon dans l’après-midi.
Dans la journée, des rafles permettent à l’armée d’arrêter tous les tirailleurs se trouvant à Dakar ou dans les environs.
Les officiers français insistent dans leurs rapports sur la menace posée par le regroupement des tirailleurs, tandis que les tirailleurs indiquent dans les interrogatoires postérieurs que le rassemblement signifiait qu'on allait accéder à leurs demandes.
Les rapports des officiers indiquent un total d’un peu plus de 500 cartouches tirées, tous calibres confondus.
Plusieurs auteurs affirment que les tirailleurs du service d’ordre n’ont pas tiré, contrairement à ce qu’affirment les rapports des officiers.

### Suites

#### Premières réactions

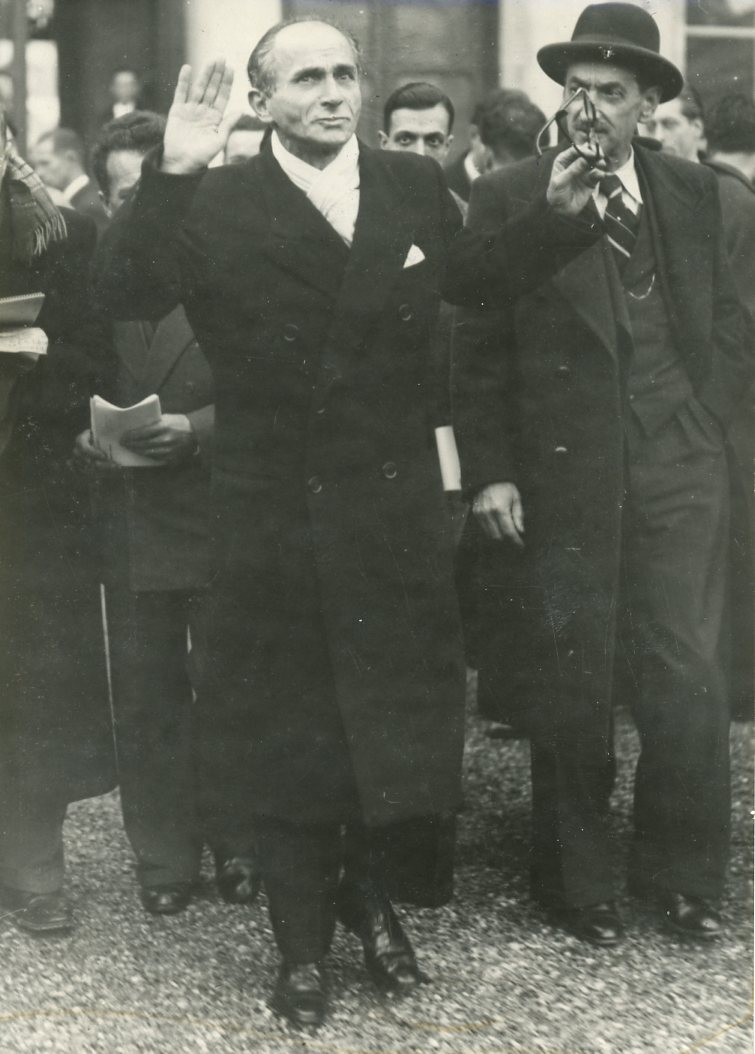
Paul Giacobbi, ministre des colonies en décembre 1944, couvre et approuve les massacres.

Dès le 1er décembre, 300 tirailleurs sont évacués par la voie ferrée vers Bamako (sur les 549 initialement concernés par cette mesure). Le lendemain, 660 partent pour toute l’AOF. Le 5 décembre, 72 sont renvoyés dans leurs foyers au Sénégal. Le gouverneur Cournarie fait surveiller les tirailleurs qui ont survécu et sont renvoyés dans leurs foyers. Il demande aux gouverneurs de l’AOF de surveiller leur comportement et de faire procéder au contrôle du courrier et des télégrammes à destination ou en provenance de la métropole.
45 ou 48 tirailleurs sont arrêtés à Dakar et emmenés en prison, à pied, menottés, et surveillés par des militaires armés, notamment de mitrailleuses.
La Seconde Guerre mondiale n’étant pas terminée, la censure fonctionnait toujours et aucune information ne filtra dans la presse, ni en Afrique, ni en France.
Néanmoins, les autorités sont averties. Paul Giaccobi, ministre des Colonies depuis septembre, envoie le 10 décembre un télégramme qui approuve les mesures prises par les autorités coloniales de Dakar. C’est le rapport du général Dagnan, et ceux des autres militaires présents sur place, qui fixent la narration officielle de l’évènement depuis 1945.

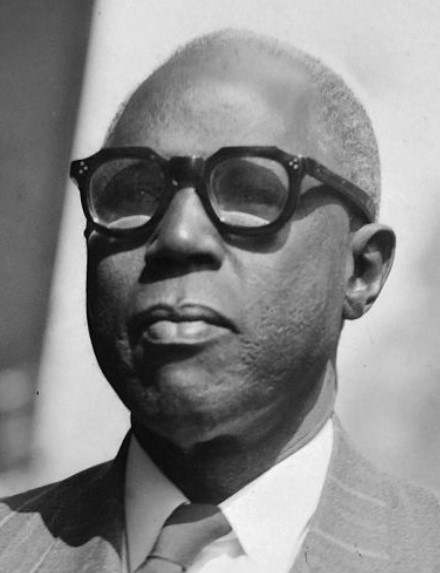
Lamine Guèye, avocat et député, défenseur de nombreux tirailleurs devant la cour et à l’Assemblée nationale du Sénégal.

Le massacre est immédiatement connu à Thiaroye, puis Dakar, et au Sénégal où il soulève une grande indignation. Il a une grande portée dans toutes les colonies de l’AOF où les survivants sont dispersés dans leurs villages d’origine. À Dakar, la population fait pression sur les dignitaires religieux, qui n’interviennent auprès des autorités que pour exprimer leur mécontentement que les autorités n’aient pas eu recours à eux, estimant avoir eu la capacité d’éviter les protestations des tirailleurs. Un conseiller colonial et deux conseillers municipaux protestent auprès du général de Boisboissel contre le fait d’avoir « fait tirer sur des tirailleurs désarmés » ; un commerçant portugais fait de même, ainsi que Papa Seck Douta, le président de l’association des anciens combattants. C’est lui qui contacte l’avocat Lamine Guèye. Cet avocat défend plusieurs tirailleurs lors du procès et est élu en octobre maire de Dakar, puis député à la première Assemblée nationale du Sénégal.

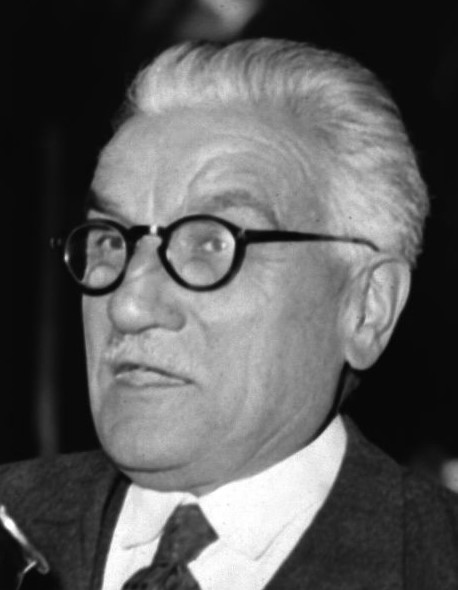
Marius Moutet en 1946, ministre de l’Outre-Mer, couvre les responsables des massacres.

Lamine Gueye porte la question du massacre à l’ordre du jour de l’Assemblée le 22 mars 1946, soutenu par d’autres députés des colonies : Jean Félix-Tchicaya, Félix Houphouët-Boigny, Hamani Diori et Mamadou Konaté. Marius Moutet, ministre de la France d’Outre-mer (ci-devant ministre des Colonies), répond évasivement et assume la répression menée,.

#### Suites judiciaires
L’instruction commence dès le 2 décembre. Elle est confiée au sous-lieutenant Gabriel Arrighi, nommé officier instructeur qui remet son rapport le 29. L’acte d’accusation est dressé le 15 février. 26 tirailleurs sont accusés de : rébellion ; refus d'obéissance ; complicité de refus d’obéissance et outrage à supérieur . Les avocats sont dans un premier temps désignés d’office ; parmi eux se trouve le capitaine Ollivier, par ailleurs témoin à charge. Ainsi 21 tirailleurs sont condamnés sur son témoignage, dont un qu’il était aussi chargé de défendre à 10 ans de prison. Les tirailleurs sont traités de menteurs : Antoine Abibou raconte comment il s’est évadé du Frontstalag, a eu des contacts avec la Résistance et été caché par une famille française ; il n’est pas cru, malgré les détails qu’il donne dont certains ont pu être vérifiés par Armelle Mabon. Aucune information n’est disponible pour expliquer pourquoi seuls 34 des 48 tirailleurs arrêtés sont jugés.
Les esprits étant tendus à Dakar, une section d’infanterie est désignée pour assurer le service d’ordre durant le procès qui a lieu les 5 et 6 mars 1945.
De nombreuses irrégularités marquent le procès :
- le président du tribunal et ses juges assesseurs sont tous des officiers du 6e RAC et du 7e RTS, tous ont participé au massacre ; c’est le général Yves de Boisboissel qui les nomme[21] ;
- les armes collectées par la force de maintien de l’ordre au camp, qui sont des pièces à conviction à charge, ne sont pas présentées au procès[21] ;
- il y a un interprète pour le bambara, mais pas pour les autres langues[63].

Bien qu’on ne dispose pas des minutes du procès, Lamine Gueye dénonce à son issue le fait que les accusés n’ont pas eu droit à la parole. Les déclarations des officiers vont toutes dans le même sens, et affiment que les tirailleurs ont fait preuve de mauvais esprit, à cause de leur fréquentation de femmes blanches et de la propagande nazie.
34 tirailleurs sont jugés le 6 mars 1945, condamnés à des peines allant de un à dix ans de prison ; trois sont condamnés à des amendes allant de 2 000 à 10 000 francs, neuf à la dégradation militaire, trois à 10 ans d’interdiction de séjour et trois à 5 ans d’interdiction. Ils perdent en outre leurs droits à l'indemnité de démobilisation.[réf. nécessaire]
Le tribunal militaire de cassation d’Alger rejette leur pourvoi le 17 avril 1945.

Les tirailleurs purgent leur peine dans différents lieux. Certains, dont Antoine Adibou, sont emprisonnés à Gorée, lieu symbolique de la traite négrière ; d’autres sont incarcérés en Mauritanie à Aïoun El Atrouss et à Néma ; d’autres à Thiès où deux trouvent la mort.

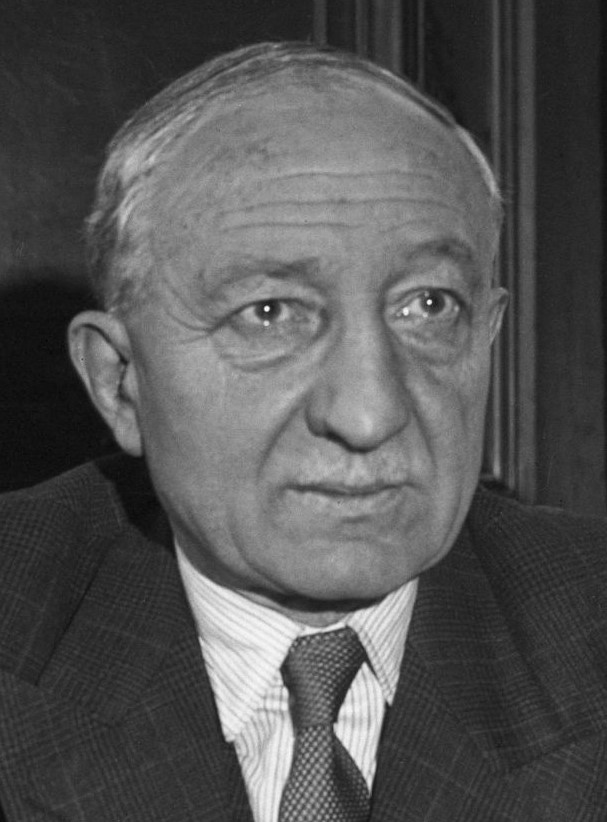
Yvon Delbos en 1947, ministre de la Défense, s’oppose à l’amnistie des condamnés.

Le député noir des colonies Jean Silvandre réussit à faire inclure les « mutins de Thiaroye » dans la loi d’amnistie du 16 août 1947. Le 20 mai 1947, l’inspecteur des colonies Louis Mérat dépose des demandes individuelles de grâce amnistiante pour tous les condamnés encore en prison. Le ministre de la France d’Outre-Mer, Marius Moutet, donne un avis "Très favorable" pour les 18 demandes, mais le ministre de la Guerre Yvon Delbos donne son refus pour 15 d’entre elles.
Deux sont amnistiés en 1946, vingt-neuf par la loi du 16 août 1947, trois sont morts durant leur détention, et ceux encore emprisonnés en 1947 bénéficient d’une suspension de l’exécution de jugement aboutissant à leur libération entre le 10 et le 27 juin 1947. Finalement les condamnés n'ont pas été graciés par Vincent Auriol mais amnistiés. L'historienne Armelle Mabon précise qu'« il ne s'agit pas d'un acquittement, et les veuves de Thiaroye n'ont jamais perçu de pension. » En outre, toujours selon Armelle Mabon, cette amnistie n’efface pas la condamnation et « les laisse coupables d’un crime qu’ils n’ont pas commis ».
Il n’y a jamais eu de grâce présidentielle de Vincent Auriol, malgré des démarches de Lamine Gueye et Léopold Sédar Senghor en ce sens, et malgré un article du Réveil qui l’affirme.
Ce sont ces suites données au massace qui le maintiennent dans les mémoires, car il devient aussi un crime de papier.
Les militaires et les administrateurs responsables du massacre n’ont encore jamais été poursuivis.

#### Enquêtes

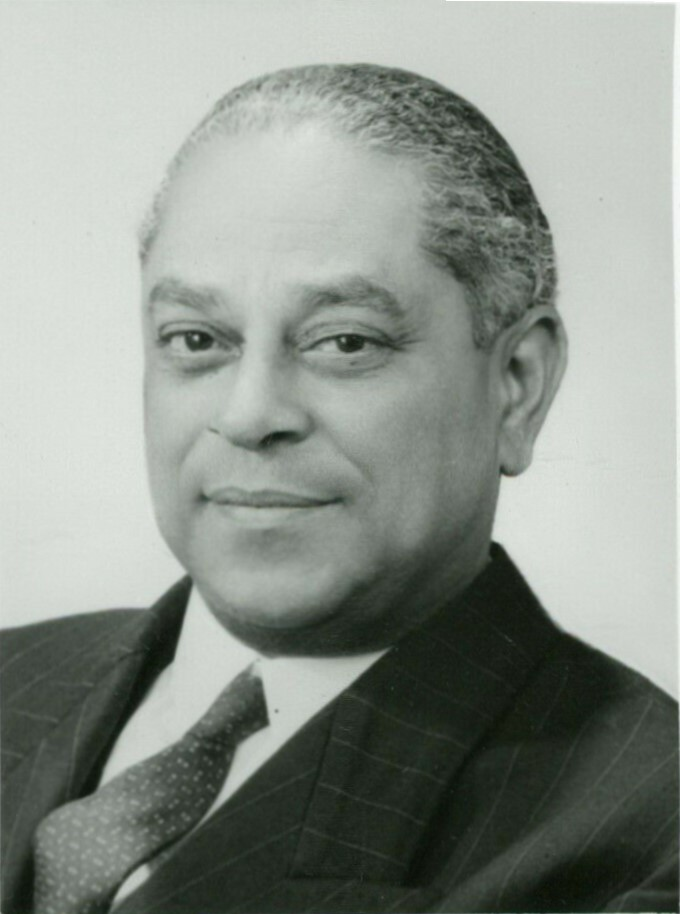
Le député guyanais Gaston Monnerville en 1947.

Aucune enquête parlementaire n’eut lieu dans les années qui ont suivi le massacre. Dès le 2 décembre, les membres du groupuscule Groupe d’études communistes (ou groupement d’action républicaine, membre de l’organisation de résistance Front national) de Dakar font des démarches pour déclencher une commission d'enquête parlementaire, ; Lamine Gueye fait également des démarches en ce sens auprès du député guyanais Gaston Monnerville dès le 7 décembre, auquel il fait parvenir un courrier par l’intermédiaire d’une personne prenant le bateau pour la France, dans l’urgence. Gaston Monnerville lui donne son appui. Enfin, l’Union des syndicats confédérés de l’AOF demande très vite l’envoi d’une commission d’enquête mixte civile et militaire avec au moins un membre de la CGT, mais aucune de ces demandes n’aboutit.
Le gouvernement demande deux enquêtes. :
- l’une est signée par le général Pierre-Étienne de Perier, inspecteur des troupes coloniales depuis octobre et issu de l’école de Saint-Cyr[75]. Rendu le 5 février, le rapport affirme que les tirailleurs sénégalais ont perçu plus que leurs droits. Périer précise même : « Très susceptibles, les Noirs évolués sont devenus plus attentifs à leurs droits qu’à leurs devoirs »[44]. Il estime donc que les tirailleurs sont seuls responsables et que les tirs étaient légitimes ;
- l’autre est signée par l’inspecteur du ministère des Colonies Louis Mérat (lui aussi passé par Saint-Cyr[75]). Rendu le 15 mars, soit après le procès, il estime que la promesse de payer leur dû aux tirailleurs n’a pas été tenue. Henri Laurentie, résistant et directeur des affaires politiques au ministère des Colonies, critique vertement ce rapport « qui s’attache […] à dégager des responsabilités. […] La plupart des inspecteurs des Colonies, après avoir manqué spontanément à leurs devoirs nationaux en 1940, restent incapables, en 1945, de satisfaire aux moindres exigences de leurs devoirs professionnels »[52], désapprouvant la continuité des corps d’État entre Vichy et la France libérée[76].

Ce choix par Giaccobi de faire procéder à des enquêtes administratives, dont les rapports ne sont accessibles qu’aux membres de l’administration, permet de limiter l’impact de l’évènement et la dénonciation du colonialisme.
L’inspecteur des colonies Louis Mérat fait ensuite partie de ceux qui appuient la demande d’une libération des condamnés.
Une nouvelle proposition de commission d’enquête est lancée le 28 novembre 2024 à l’initiative des députés Colette Capdevielle et Aurélien Taché, à l’issue de réunions du collectif du 80e anniversaire réunissant historiens, parlementaires et citoyens. L’exposé des motifs soulève notamment les questions de la complétude des archives, la mémoire de l’évènement, l’existence et la localisation de fosses communes, et l’indemnisation des victimes et de leurs ayant droits

#### Carrières des militaires et fonctionnaires présents à Dakar
La carrière des officiers ayant participé au massacre ou de leurs supérieurs apporte des éléments sur leur attitude et des sanctions déguisées qu’a pu vouloir prendre l’administration centrale.
Le gouverneur Cournarie obtient d’autres postes après celui de gouverneur de l’AOF, mais dans une trajectoire descendante, sans qu’on sache si cela est lié au massacre. Fortement critiqué par Henri Laurentie, il est rappelé en 1946, nommé Haut-Commissaire dans le Pacifique et aux Nouvelles-Hébrides, puis gouverneur de la Nouvelle-Calédonie. Il quitte l’administration en 1951, âgé d’à peine 56 ans, et prend sa retraite.
Siméoni, chef du DIC, est hospitalisé en 1945, semblant en état de choc ; il est rapatrié sanitaire en France. Le commandant Gustave Lemasson, cadre de conduite, est lui aussi l’objet d’un rapport très négatif de ses supérieurs et dégagé des cadres. L’adjudant-chef de gendarmerie Etre dépose une réclamation pour réquisition abusive ; il est muté au bagne de Cayenne. Le chef d’escadrons Lemasson, cadre de conduite des tirailleurs pendant le voyage à bord du Circassia et réputé plus proche des tirailleurs, a été mis en congé de captivité peu après le massacre.
Le général Yves de Boisboissel est placé dans le cadre de réserve dès qu’il atteint l’âge de la retraite, soit le 7 mai 1945, alors que, selon son fils qui rédige sa biographie, « il était en droit d’espérer [être maintenu à son poste] ». Cette mesure peut être vue comme une manière de le désavouer sans remettre en cause l’armée.
Le général Dagnan, qui décide de l’opération menant au massacre, est promu dans l’ordre de la Légion d’Honneur après le massacre.

## Historiographie difficile

### Intérêt pour les historiens
Ayant eu peu d’écho en France, à part à l’Assemblée nationale, l’évènement suscite alors peu d’intérêt pour les historiens, qui ne l’étudient véritablement que depuis les années 1990, avec des positions assez opposées.
Les premières recherches historiques sur le sujet datent des années 1970 : l’historien canadien Myron Echenberg (de) travaille depuis plusieurs années sur les troupes coloniales françaises. Il publie en 1978 un premier article sur les évènements du camp de Thiaroye, qu’il qualifie d’insurrection (voir bibliographie). La revue Afrique-Histoire publie quelques témoignages en 1983.

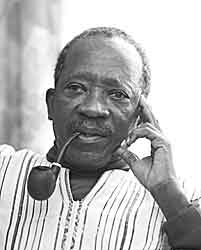
Le réalisateur sénégalais Ousmane Sembène.

L’intérêt des historiens pour le sujet ne date véritablement que des années 1990 et d’abord au Sénégal, où la mémoire des faits s’était conservée et avait été ravivée par le film d’Ousmane Sembène. Un mémoire de maîtrise et un article du premier numéro de la Revue sénégalaise d'histoire lui sont consacrés. Il y est d’emblée nommé comme un massacre. L’intérêt se manifeste aussi en France, d’abord avec les recherches d’Armelle Mabon à la suite de ses travaux sur les prisonniers de guerre indigènes, puis avec celles de Julien Fargettas, avec deux visions différentes des évènements : si le second suit globalement les sources militaires dans sa description, la première rejoint ses collègues sénégalais dans la description d’un massacre puis, approfondissant ses recherches, reconnait différentes dimensions de ce massacre : d’abord un déni d’égalité, puis un mensonge d’État. Martin Mourre consacre sa thèse de doctorat au massacre de Thiaroye, en élargissant la perspective à la mémoire de l’évènement.
Pour ses recherches, Armelle Mabon a utilisé les archives du service historique de la Défense, les archives nationales d'outre-mer, les pièces du procès des mutins au dépôt central des archives de la justice militaire (DCAJM) au Blanc, et, hors de France, les archives du consulat général du Royaume-Uni et les archives nationales du Sénégal. Certains manques dans les archives ont à la fois éveillé ses soupçons et entravé son travail.
Pour sa thèse, Martin Mourre a utilisé, en sus des archives déjà citées, les sources orales et artistiques ; il a également utilisé les archives du centre des archives du personnel militaire (CAPM) à Pau, celles du bureau des archives des victimes des conflits contemporains (BAVCC) à Caen, du centre d'histoire et d'étude des troupes d'outre-mer à Fréjus.

### Des bilans contestés

#### Bilan officiel des autorités coloniales en 1944
Du côté de la force de répression, un tirailleur est blessé et trois officiers, dont deux supérieurs, sont contusionnés à la suite de l'agression par des manifestants. L’expertise balistique de la balle qui a touché le tirailleur réalisée à l’occasion du procès de mars 1945 estime qu’elle ne peut en aucun cas venir des mutins ; il s’agirait donc d’une balle tirée du côté des forces de l’ordre et qui a ricoché,. De plus le tirailleur en question a affirmé qu’il s’était couché au moment des tirs, sur ordre des officiers de la force d’intervention.
Le bilan officiel d'après le télégramme chiffré du 2 décembre 1944 à 18 h du GENESUPER DAKAR est le suivant : « Intervention force armée du 1er décembre a occasionné chez les mutins les pertes suivantes : tués 24. Morts suite de blessures : 11. Blessés en traitement 35. Côtés force armée : 1 tirailleur blessé ; 3 officiers dont 2 supérieurs contusionnés suite agression rebelles. 48 mutins incarcérés seront traduits devant le tribunal militaire. Troupe indigène intervention a fait preuve d'un loyalisme absolu ».
Le général Dagnan rédige deux rapports le 5 décembre 1944 : dans l’un il reprend le bilan du 2 décembre (35 morts, 35 blessés) ; dans l’autre, il donne les chiffres de « 24 tués et 46 blessés transportés à l’hôpital et décédés par la suite », soit finalement 70 morts parmi les tirailleurs,.

#### Hypothèses d'historiens
M'Baye Gueye, seul historien sénégalais à avoir étudié le sujet, compte 191 tirailleurs tués, en comparant le nombre de tirailleurs affectés après le massacre par rapport aux prévisions,.
D'après l'historien Martin Mourre, auteur d'une thèse de doctorat sur le sujet, « le nombre exact de tués ne sera probablement jamais connu » mais la présence de deux bilans officiels montre qu'au moins un de ces deux bilans est faux. Il ajoute que l'approximation dans les rapports militaires français de 1944 est « curieuse » et « laisse planer l'hypothèse d'un massacre impliquant plusieurs centaines d'hommes ». Il mentionne notamment un rapport de la Sûreté générale à Dakar, postérieur au 1er décembre, relatant une soi-disant désertion de 400 tirailleurs lors d’une escale de 24 heures à Casablanca pendant le voyage de rapatriement, et qui pourrait avoir servi aux autorités coloniales à dissimuler le nombre réel des victimes à Thiaroye. Enfin, Martin Mourre regrette qu'aucune fouille archéologique n'ait été menée dans le cimetière pour établir la vérité sur le bilan.
Ousmane Sembène donnait le chiffre de 380 morts à la fin des années 1990.
En 2018, après avoir démontré de nombreuses falsifications dont celle de la désertion de 400 tirailleurs à Casablanca, cette fausse information étant donnée pour donner le change sur le fait que 400 tirailleurs manquent à l’appel, Armelle Mabon estime le nombre de morts entre 300 et 400,.
Le chiffre de plus de 300 morts est généralement admis comme une hypothèse de travail acceptable,,,. Les historiens Eugène-Jean Duval, Julien Fargettas, Antoine Champeaux et Eric Deroo retiennent la thèse d’une rébellion suivie de répression, et le bilan de 35 morts.

#### Chiffres officiels reconnus par la France
Dans un discours prononcé à Dakar le 12 octobre 2012, le président français François Hollande est le premier homme politique français à rappeler officiellement cette tragédie :

« La part d'ombre de notre histoire, c'est aussi la répression sanglante qui en 1944 au camp de Thiaroye provoqua la mort de 35 soldats africains qui s'étaient pourtant battus pour la France. J'ai donc décidé de donner au Sénégal toutes les archives dont la France dispose sur ce drame afin qu'elles puissent être exposées au Musée du mémorial. »

Cette reconnaissance tardive omet cependant la moitié des victimes, selon l'historienne Armelle Mabon. Elle précise que le chiffre de trente-cinq est la version officielle depuis 1945 et que des documents traitant des causes et responsabilités ont été dissimulés : « L'absence de ces documents dans les archives ne relève pas du hasard, d'une perte malencontreuse ou d'un mauvais classement. Nous sommes confrontés à une volonté de les soustraire à tout regard et cela depuis près de soixante-dix ans. » Elle ajoute, dans le quotidien Libération du 25 décembre 2012 :

« Je souscris à la volonté du président de la République de donner les archives au Sénégal mais pour que ce geste fort ait du sens et permette une réconciliation après tant de malentendus et de mensonges, il faut impérativement : restituer tous les documents officiels dans les archives ; donner le bilan sincère du nombre de morts ; révéler le lieu de leur sépulture ; nommer ces hommes qui ont été tués ; amnistier ceux qui ont été condamnés, la grâce ne suffisant pas ; reconnaître la spoliation du rappel de solde et la responsabilité de l’armée ; réhabiliter ces tirailleurs en leur rendant un hommage solennel. »

Le 30 novembre 2014, à Thiaroye, le président François Hollande évoque non plus « 35 morts » mais au moins « 70 morts », et déclare vouloir « réparer une injustice et saluer la mémoire d'hommes qui portaient l'uniforme français et sur lesquels les Français avaient retourné leurs fusils ». Puis, en 2015, en gage selon lui de « transparence », il remet à l'État sénégalais les archives françaises de la Défense relatives à l'affaire. Cela n’est néanmoins pas le cas des dossiers conservés aux Archives nationales d'outre-mer (ANOM) ni de ceux de la justice militaire qui, pour l'historienne Armelle Mabon, seraient pourtant les plus à même de faire connaître la vérité, notamment quant aux responsabilités militaires et politiques,.

### Difficultés dans l’enquête historique

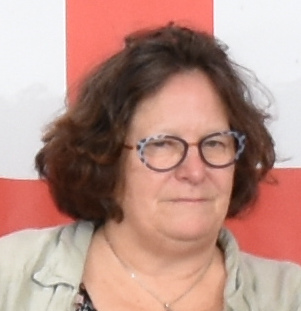
Armelle Mabon, qui a fait progresser la connaissance du massacre malgré les difficultés.

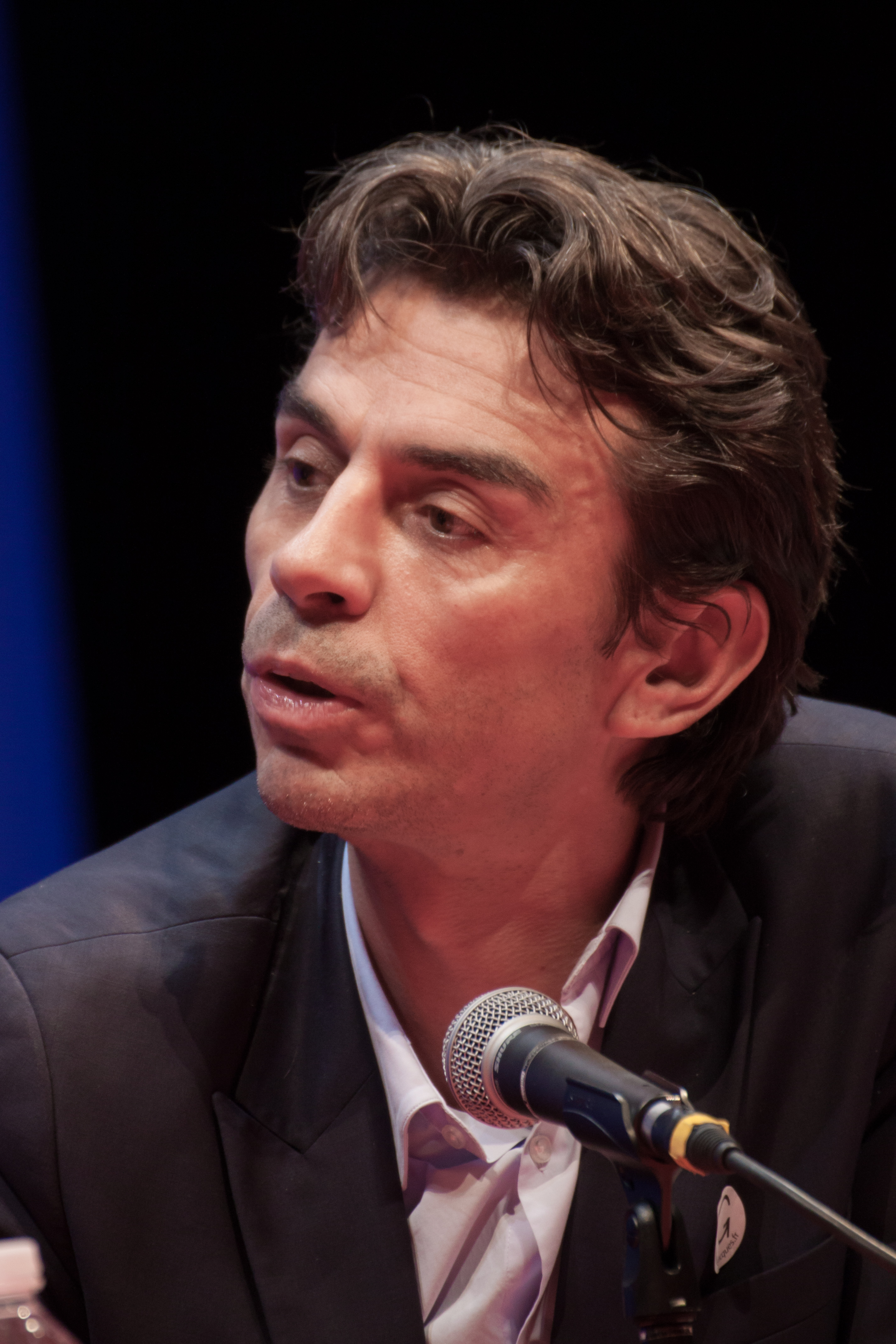
L’historien Pascal Blanchard.

Au cours de leurs recherches, les historiens ont rencontré différents types de difficultés, inhabituelles : un certain nombre de documents ont été falsifiés ; un certain nombre ont été difficiles à retrouver, et d’autres sont toujours introuvables.
Ce traficotage général des archives est admis par Pascal Blanchard et le général Bach. Pour Armelle Mabon, suivie par d’autres historiens, les documents ont été falsifiés sur ordre, ce qui rend complexe de démêler le vrai du faux. Outre ces obstacles, la plupart des documents concernant le massacre sont classées Secret, Confidentiel ou Très secret-Défense.
Enfin, de multiples contradictions apparaissent dans les différents documents conservés, ce qui permet d’avoir de nombreux doutes sur leur véracité.

#### Les falsifications des archives
La difficulté de connaître les faits précis et le bilan humain du massacre tient à une falsification immédiate de tous les documents afférents à ce contingent ; ces falsifications n’ont été débusquées que petit à petit par les historiens. Elles ont pris une telle ampleur que Martin Mourre a qualifié le général de Boisboissel de faussaire.
Le 4 décembre, Paris envoie une nouvelle circulaire concernant le règlement des arriérés de solde des tirailleurs démobilisés ; une note de bas de page précise qu’en ce qui concerne les tirailleurs de Thiaroye, l’État ne leur doit plus rien. Or, l’armée avait distribué un reçu aux tirailleurs avant leur embarquement à Morlaix, reçu précisant les sommes déjà perçues et celles à solder. L’envoi de cette note apparaît comme la conséquence d’une décision au plus haut niveau de l’État de ne pas payer les tirailleurs et de couvrir les responsables du massacre,.
Dans son rapport, le commandant Le Treut indique qu’à 8h55, les premiers tirs proviennent d’une salve de la force d’intervention ordonnée par le lieutenant-colonel Le Berre. Le colonel Carbillet modifie l’heure dans le rapport du commandant Le Treut pour la corriger en 9h20, comme dans les autres rapports des officiers.
Dans son rapport du 5 décembre, le général Dagnan omet le rappel des soldes comme revendication des tirailleurs. Émis en deux exemplaires destinés l’un à l’administration militaire, l’autre à l’administration coloniale, il contient des différences subtiles dans le texte, et une autre plus importante sur le bilan : 24 tués et 46 blessés transportés à l’hôpital de Dakar et décédés par la suite ou 24 tués et 46 blessés transportés à l’hôpital de Dakar et dont 11 sont décédés par la suite. L’historien Martin Mourre considère qu’il s’agit d’un faux.
La fiche de visite du Circassia, établie après le débarquement des tirailleurs est datée du 20 novembre. Or, le navire arrive à Dakar le 21.
Un rapport, repris dans l’acte d’accusation du procès, indique que 400 tirailleurs ont refusé de remonter à bord du Circassia lors de l’escale de Casablanca. Cela paraît hautement improbable pour des tirailleurs dont plusieurs rapports indiquent leur impatience de rentrer au pays. De plus, deux rapports de gradés présents à bord du navire, mais conservés aux Archives nationales, indiquent que tout s’est bien passé lors de l’escale, ce qui ne serait pas le cas si près d’un quart de l’effectif avait disparu en une journée. L’hypothèse retenue par les historiens est que cette « désertion » inventée sert à dissimuler le nombre de tirailleurs officiellement présents au début de la tuerie,.
Le plan du camp disponible aux archives indique deux parties : le camp des 1000, le camp des 300, laissant supposer qu’il y avait bien 1300 tirailleurs ce jour-là à Thiaroye et non 1635, chiffre le plus probable.
Dans les états de service des tirailleurs de Thiaroye qui ont pu été jugés, la date d’embarquement est falsifiée, ce qui est prouvé par le journal de bord du Circassia, conservé aux archives britanniques.

#### Archives non-accessibles
D’autres informations sont présentes dans les archives (si elles ont été conservées) mais pas accessibles.
Les circulaires précisant les droits des tirailleurs sont introuvables.
Le général Dagnan a écrit trois ordres en vue de l’opération qui a abouti au massacre ; seul l’ordre no 1 est accessible mais les deux autres, mentionnés dans les rapports des officiers, sont introuvables dans les archives.
Le lieutenant-colonel Berre, présent le 1er décembre, a été sanctionné pour sa conduite ce jour-là. Son dossier militaire est accessible, mais le motif de la sanction a été caviardé (avec un placard d’encre qui le rend illisible). L’historienne Armelle Mabon a engagé plusieurs recours pour pouvoir avoir le droit d’utiliser des techniques permettant de passer outre ce caviardage, mais n’a obtenu gain de cause que récemment. L’expertise n’a pas encore eu lieu.
Les archives numérisées remises en 2014 au Sénégal par François Hollande n’étaient toujours pas (en 2023) librement accessibles.
Dans un courrier daté du 1er février 2021 adressé à Armelle Mabon, le ministre des Affaires étrangères Jean-Yves Le Drian reconnaît la présence de trois fosses communes, sans qu’on sache sur quelle base il se fonde pour cette affirmation.

#### Contradictions et manques
Les différents centres de transit avaient payé des avances sur les arriérés de solde ; le montant de ces avances diffère selon les rapports.
Le général Bach, historien et chef du SHD, note que de nombreux préparatifs ont eu lieu la nuit précédant le massacre, de la part de l’armée, et qu’il y aurait dû avoir des archives les concernant, qui sont manquantes. Il qualifie ce manque de « trou noir »,.
Plusieurs documents donnent des chiffres différents pour le nombre de tirailleurs présents au camp de Thiaroye le 1er décembre : le plus fréquemment donné est 1200, mais le rapport Dagnan donne 1280 ; le chiffre de 1300 figure dans la fiche de renseignement marine. L’acte d’accusation du procès reprend ce chiffre de 1300, mais pour l’effectif à l’embarquement à Morlaix (donc avant la « désertion » de Casablanca).
Aucune archive ne confirme l’affirmation du général Dagnan selon lequel il a échappé à une prise d’otage le 28 novembre.
Le décompte des armes détenues par les tirailleurs figurant dans l’acte d’accusation du procès des 34 devrait reprendre celui donné par le général Dagnan, or ils diffèrent.
Les rapports mentionnent que les tirailleurs du service d’ordre sont arrivés au camp sans munitions, et qu’elles leur ont été distribuées à 9h20, avant les tirs de riposte. La distribution de cartouches à 1100 tirailleurs en moins de 10 minutes semble impossible selon Armelle Mabon.
Les archives du 6e RAC ne contiennent aucun document relatif à sa participation à la force d’intervention, ce qui surprend même les archivistes de la Défense.
Le rapport du lieutenant de vaisseau Max Salmon est muet sur tout ce qui s’est passé entre 8h30 et 9h45. D’autres rapports de militaires présentent quelques éléments contredisant ou affaiblissant la version de Dagnan : ainsi, le lieutenant-colonel Siméoni, chef du Dépôt des isolés coloniaux (DIC), écrit qu’il a indiqué au général Dagnan que le départ des tirailleurs ne serait obtenu que par le paiement des rappels de solde. Il fit l’objet d’un rapport très négatif de Dagnan, son supérieur, en avril 1945.
Le lieutenant de vaisseau Salmon commandait les automitrailleuses et il est donc vraisemblablement à l’origine du plus grand nombre de morts, était présent à Dakar au moment du procès. Il ne lui a pas été demandé de témoigner.
Le budget du dépôt des isolés de Dakar (dont dépendaient les tirailleur de Thiaroye) montre un important excédent budgétaire au quatrième trimestre 1944, qui pourrait provenir du non-paiement de ces rappels et indemnités.

## Mémoire et reconnaissance officielle

### Mémoire

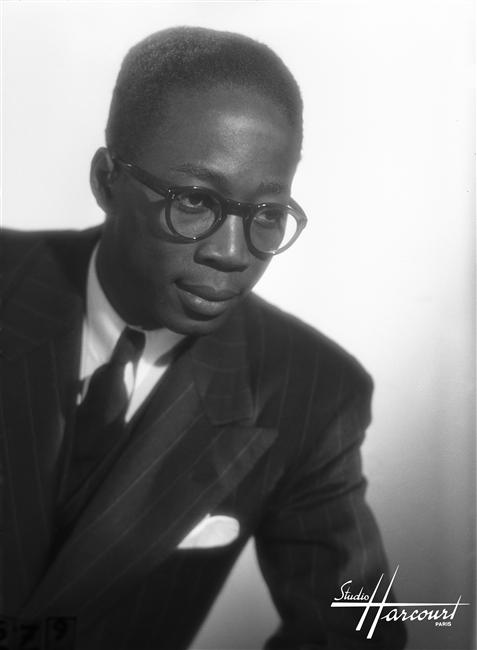
Léopold Sédar Senghor en 1948.

Le massacre est immédiatement connu à Thiaroye, puis Dakar, et le Sénégal où il soulève une grande indignation. Les RG notent l’impact qu’elle a dans toutes les couches de la société sénégalaise. Il a une grande portée dans toutes les colonies de l’AOF. Un tirailleur raconte qu’après le massacre, les tirailleurs encore en Europe ne saluaient plus les officiers ; en 1953, au camp de Rivesaltes, un tirailleur crie "Thiaroye ! Thiaroye !". Le rassemblement démocratique africain (RDA) en fait immédiatement un lieu de mémoire. Des pèlerinages sont organisés au cimetière militaire de Thiaroye où on situe alors les tombes des tirailleurs « martyrs du colonialisme » et le massacre devient un symbole de l’ingratitude française.
Dans la littérature, le massacre est aussi très rapidement présent : le poème Tiaroye est écrit par Léopold Sédar Senghor. Le même auteur publie un article virulent publié dans le numéro de mai 1945 de la revue Esprit : « Défense de l’Afrique noire. À la mémoire des tirailleurs sénégalais morts pour la dignité de l’homme ». En juin 1947, il publie une lettre ouverte au président de la République française et de l’Union française, Vincent Auriol, dans le journal L’AOF. La spécialiste de l’information et communication Sylvie Thiéblemont-Dollet souligne cependant, qu’une fois au pouvoir, Léopold Sédar Senghor travaille autant à l’oubli qu’au souvenir du massacre, notamment à cause de sa dépendance à l’égard de la France. Le journal des anciens combattants La voix du combattant et victimes de guerre de l'AOF publie une seule fois un article faisant allusion à Thiaroye : c’est, en novembre 1948, l’année des grandes grèves au Sénégal, l’article « HOMMAGES émus aux MARTYRS de Thiaroye sur mer », dans lequel il demande une compensation financière.
Ce massacre provoque une prise de conscience de l'état d'inégalité profonde dans lequel la colonisation maintenait les Africains. Son souvenir reste vivace dans les années qui suivent et jusqu'à nos jours. En avril 1947, lors de la visite du président Auriol à Dakar, des manifestations étudiantes rappellent le massacre ; en août 1958, des pancartes saluent la visite de de Gaulle avec les messages « Vive le FLN ! Assassin de Thiaroye ! ».
Le poète guinéen Fodéba Keïta écrit deux poèmes, Aube africaine et Minuit, qui évoquent le massacre, et les enregistre sur disque vynile, accompagnés de musique ; la diffusion, la vente et l’audition de ces poèmes fut interdite par le gouverneur de l’AOF. Ils sont publiés par Seghers en France en 1950, et sont encore connus au Sénégal. De même, la marche commémorative au cimetière de Thiaroye est interdite en 1950, les militants déposant une gerbe au monument aux morts de Dakar pour tourner l’interdiction.
En août 2004, la journée du 23 août est déclarée « Journée du tirailleur sénégalais » par le Sénégal, qui invite les autres États d’Afrique d’où étaient originaires les tirailleurs. Le massacre de Thiaroye y est commémoré.
En 2011, une commune française, Trévé, dans les Côtes-d'Armor, honore la mémoire de quelque trois cents tirailleurs sénégalais qui, par leur refus d'embarquer, ont échappé au massacre du camp de Thiaroye ; une stèle est édifiée et un livre publié.
Un festival, Thiaroye 44 est organisé pour le commémorer depuis 2004 par Bachir Sy,.
À Thiaroye, la mémoire du massacre est très présente : les ruines du camp sont encore visibles, des fresques rappelant le massacre des tirailleurs ornent des murs, on retrouve encore des douilles et des plaques militaires à proximité de l’école. Le groupe de rap BMG 44 porte aussi cette mémoire, ainsi que le centre culturel. En 2014, Sylvie Thiéblemont-Dollet analyse des stéréotypes de divers ordres ayant marqué la communication entre tirailleurs et officiers, et ayant motivé des reconstructions mémorielles, avec des écarts à la vérité plus ou moins conscients.
Lors du discours de la commémoration du 80e anniversaire du massacre, le président Bassirou Diomaye Faye a fixé la date du 1er décembre de chaque année comme La journée du Tirailleur,.
Les 2 et 3 décembre 2024, l’université Cheikh-Anta-Diop de Dakar organise un colloque de deux jours, se penchant sur les enjeux historiographiques, les fictions et les imaginaires politiques mobilisés autour du massacre de Thiaroye et de sa mémoire.

### Monuments

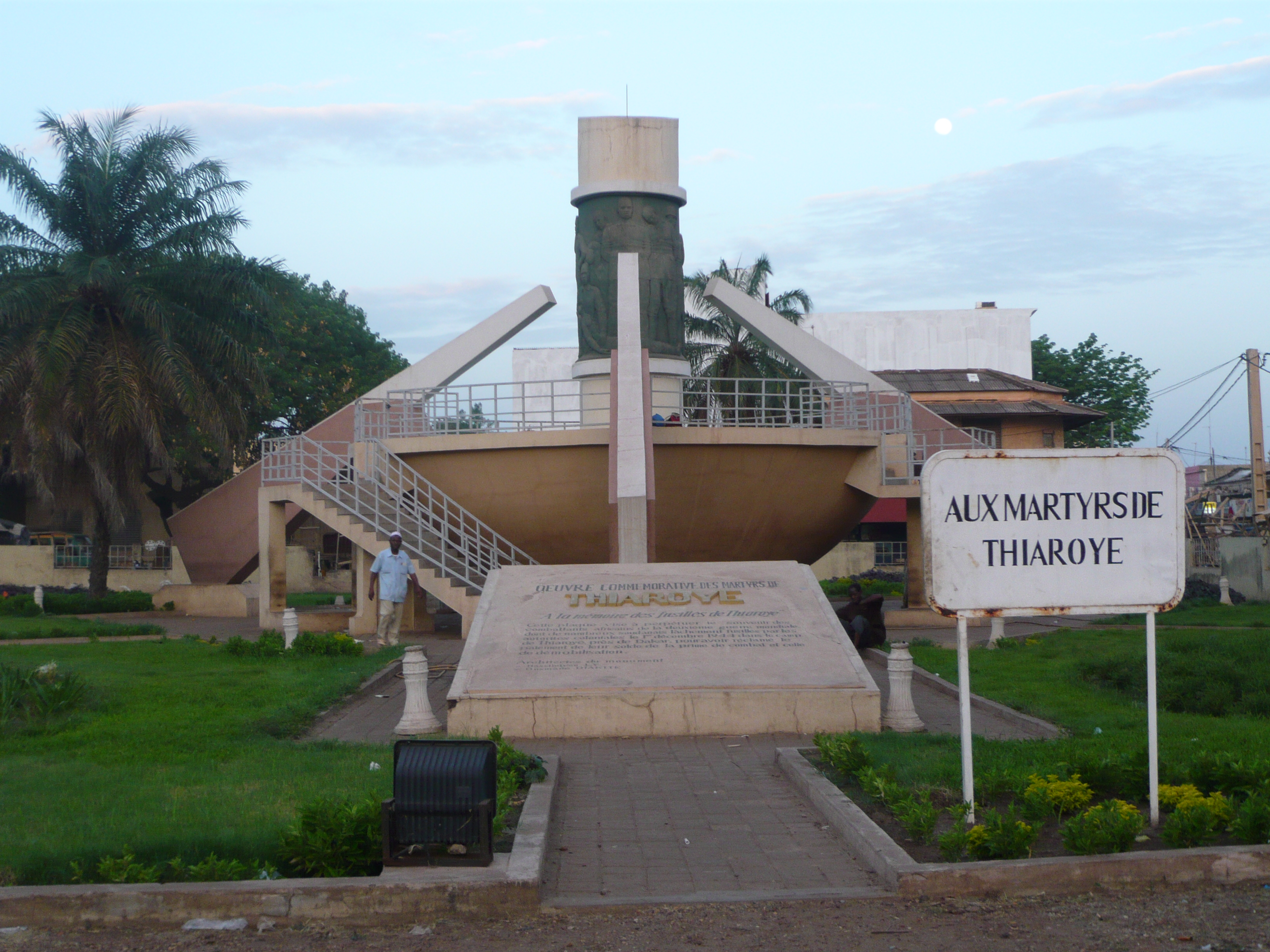
Place des martyrs de Thiaroye, à Bamako (Mali).

Un monument Aux martyrs de Thiaroye est inauguré en décembre 2001 à Bamako par le président du Mali Alpha Oumar Konaré, destiné à « rappeler le massacre qui a provoqué une prise de conscience de l'état d’inégalité profonde dans lequel la colonisation maintenait les indigènes ».
En face du camp militaire, le cimetière de Thiaroye est lui aussi un lieu de mémoire ; il contient 202 tombes anonymes et un musée est gardé par Sidy Diop. Si l’entretien du cimetière est pris en charge par l’ambassade de France et l'armée sénégalaise, son conservateur déplore la méconnaissance des Sénégalais sur l'histoire du massacre. Par décret présidentiel du 8 septembre 2004, le cimetière de Thiaroye est déclaré cimetière national.

### Actions militantes, actions en justice et polémiques
Dès 2006, l’historien Julien Fargettas estime néanmoins que le sujet a subi une « surenchère » mémorielle. En juillet 2014, il publie dans la revue Études coloniales une lettre ouverte à François Hollande sur le sujet, où il réclame la « constitution d'un comité d'historiens franco-africains ». Il critique également les travaux d'Armelle Mabon en affirmant que « l'omission d'autres archives et témoignages, des conclusions hâtives et autres raccourcis incohérents, témoignent de la partialité de ce travail ». Celle-ci répond à son confrère en soulignant qu'il ne précise pas quelles archives ont été omises et porte plainte en diffamation contre lui en septembre 2014, plainte dont elle est déboutée en mai 2017, le tribunal se bornant à juger selon le droit de la presse et refusant de prendre parti pour désigner la vérité historique, même s’il reconnait que les critiques de Julien Fargettas étaient très dépréciatives sans porter atteinte à l’honneur. Dans cette action, Armelle Mabon est soutenue par le comité de vigilance face aux usages publics de l'histoire.
En novembre 2014, le Conseil représentatif des associations noires (CRAN) intente deux actions en justice contre l'État français pour obtenir la révision du procès d'un des tirailleurs, Antoine Adibou, et une plainte pour disparition inquiétante ou meurtre concernant les tirailleurs massacrés. Il ne peut y avoir prescription car les corps n'ont pas été retrouvés. De son côté, la Ligue des droits de l'homme (LDH) demande au gouvernement français « de reconnaître les faits et d'assumer ses responsabilités » dans cette affaire en organisant un procès en cassation.
Dans une tribune publiée en 2018 par le quotidien Le Monde, le fils d'un tirailleur déplore que l'Office national des combattants et des victimes de guerre (ONAC) considère alors toujours son père comme un déserteur et que le lieu où repose son corps reste non divulgué,.
En 2020, Armelle Mabon critique un article d’Aminata Niang et Sylvie Thiéblemont-Dollet paru dans la revue Témoigner entre histoire et mémoire à propos de la mémoire de Thiaroye et qui cite Eric Deroo présentant les évènements de Thiaroye comme une mutinerie. L’article est retiré de la publication en ligne de la revue.
Le 23 octobre 2024, à l'approche de l'anniversaire des 80 ans du massacre, le militant franco-sénégalais Karfa Diallo, né dans le camp de Thiaroye et fils de tirailleur, mobilise une dizaine d'associations, des élus et des acteurs de la société civile, pour la publication d'une tribune au Monde demandant à l'État français de reconnaître sa responsabilité dans l’exécution extrajudiciaire de dizaines de tirailleurs africains. Leur plaidoyer regroupe sept doléances : la reconnaissance officielle du massacre par une résolution votée à l'Assemblée nationale, des excuses formelles de la République, un procès de révision pour les tirailleurs condamnés, des réparations versées à leurs descendants, l'insertion d'une journée annuelle d'hommage à l'agenda des cérémonies nationales, un travail conjoint d’analyse et d’actions avec les pays africains concernés par cette histoire, et la création d’une commission d’enquête parlementaire sur le drame et sa gestion. Dans la foulée, le 26 novembre 2024, cinq députés français demandent la mise en place d’une commission d’enquête chargée de faire d'auditionner des personnes impliquées dans le massacres de Thiaroye. 
Le 24 juin 2025, le fils de Mbap Senghor, tombé sous les balles de l’armée coloniale française pour avoir demandé le paiement de sa solde le 1er décembre 1944,  dépose une plainte  contre X et contre l’État français pour « recel de cadavre ».

### Reconnaissance officielle
Le dimanche 30 novembre 2014, les présidents français François Hollande et sénégalais Macky Sall inaugurent un mémorial au cimetière de Thiaroye, à l'endroit même où des tirailleurs sénégalais furent tués par l'armée coloniale française.
Le 18 juillet 2024, l'ONAC prend une décision collective « Considérant que les tirailleurs décédés à la suite de la répression survenue au camp de Thiaroye (Sénégal), le 1er décembre 1944, ont vocation à l'attribution de la mention « Mort pour la France ». Six d'entre eux obtiennent cette distinction, alors que les victimes du massacre se comptent par dizaines. L'historienne Armelle Mabon souhaite que cette décision permettre au Garde des Sceaux de saisir la commission d'instruction de la Cour de Cassation afin de faire aboutir le procès en révision des 34 condamnés,. Le Premier ministre sénégalais Ousmane Sonko regrette un décompte sans concertation, estimant que ce n’est « pas à la France de fixer unilatéralement le nombre d’Africains trahis et assassinés »,.

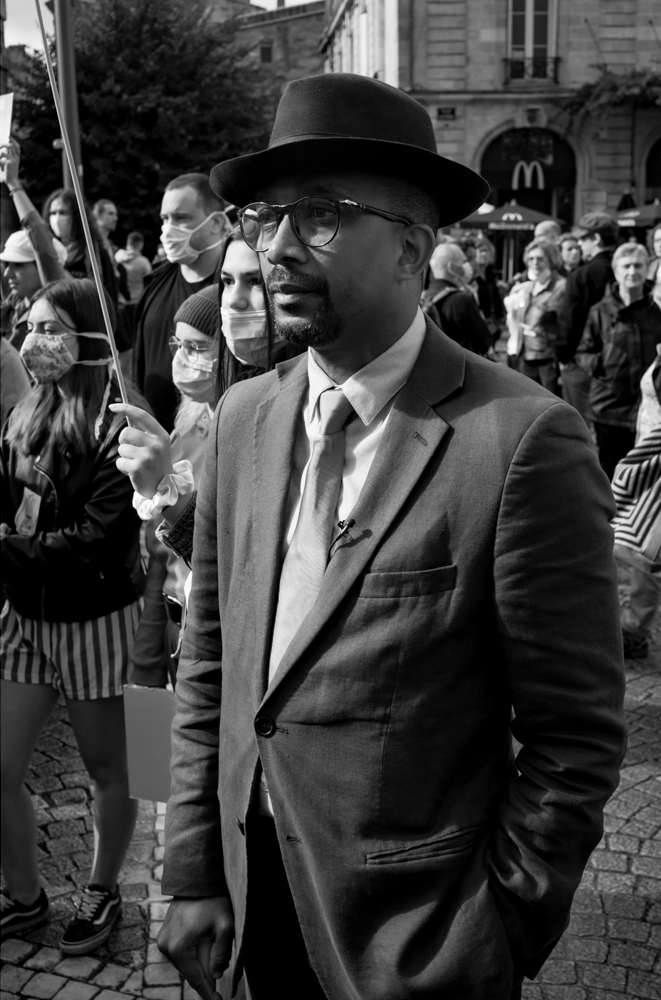
L'essayiste franco-sénégalais Karfa Diallo, natif du camp de Thiaroye et fils de tirailleur.

Le 28 novembre 2024, le président sénégalais Bassirou Diomaye Faye annonce avoir reçu une lettre du président français Emmanuel Macron, dans laquelle les évènements du 1er décembre 1944 sont qualifiés de « massacre ». Si cette reconnaissance est saluée, un collectif d’universitaires dit attendre désormais plusieurs actions concrètes de la France : « ouverture totale des archives, reconnaissance des responsabilités, excuses officielles, et réparations pour les descendants des victimes ». De même, l'essayiste Karfa Diallo, né dans le camp de Thiroye et fils de tirailleur, prend acte de cette « avancée » mais en tempère sa portée réelle. En particulier, il se dit « déçu des modalités de cette reconnaissance, puisque le président Emmanuel Macron n’a pas fait de déclaration directe. Quand on sait dans quelles conditions ce massacre a eu lieu, le nombre de victimes, l’étendue du mensonge d’État qui a été entretenu pendant 80 ans, je crois qu’à minima, le président devrait annoncer lui-même cette reconnaissance. »
Lors de la commémoration du 1er décembre 2024, cinq chefs d’État africains étant présents. Le 4 mars 2025, le manuscrit du journal de bord d'un sous-lieutenant français, retrouvé au fond d'une malle après sa mort, et évoquant ce massacre dont ce militaire a été témoin, est versé aux archives du ministère des armées, au Service historique de la défense (SHD).

#### Témoignages
- Hadj Doudou Diallo :
  - « L’aube tragique du 1er décembre 1944 à Thiaroye », Afrique Histoire, 1983
  - Témoignage sur RFI réutilisé dans « Quand l’histoire fait scandale 1/4 : "La Vie de Jésus" ; Le massacre de Thiaroye », La Fabrique de l’histoire, France inter, début 26' 50".
- Pat Perna, « Les mensonges de Thiaroye », XXI, no 39,‎ été 2017, p. 34-43.
- Émile Costard et Coumba Kane, « Massacre de Thiaroye en 1944 : « C’est un crime de masse prémédité » », Le Monde,‎ 1er février 2017 (lire en ligne).
- Thiaroye 44, scénario inédit de Ben Diogaye Beye et Boubacar Boris Diop, d’après un scénario écrit mais qui n’a pas pu être tourné, le scénario d’Ousmane Sembène lui ayant été préféré. Avec introduction de Martin Mourre et note technique, Paris, L’Harmattan (coll. Autrement mêmes), 2018
- Jean Henry, Journal de bord, Service Historique de la Défense [présentation en ligne]

#### Études historiques
- Catherine Akpo-Vaché, « "Souviens-toi de Thiaroye !" La mutinerie des tirailleurs sénégalais du 1er décembre 1944 » Guerres mondiales et conflits contemporains, no 46, 1996, p. 21-26.
- Yves Benot, Massacres coloniaux. 1944-1950 : La IVe république et la mise au pas des colonies françaises, Paris, La Découverte, 2001 [1994].
- Catherine Coquery-Vidrovitch et Gilles Manceron, « l y a soixante-dix ans : le massacre de Thiaroye », Hommes et libertés, no 168,‎ décembre 2014.
- Anne Cousin, Retour tragique des troupes coloniales. Morlaix-Dakar, Paris : L’Harmattan, 2011.
- Françoise Croset, Cahier pour une histoire du massacre de Thiaroye, 2018 (lire en ligne).
- Samba Diop, « Thiaroye 44 » : Massacre de tirailleurs ex-prisonniers de guerre (mémoire de maîtrise), Dakar, université Cheikh-Anta-Diop, 1993.
- (en) Myron Echenberg, « Tragedy at Thiaroye: The Senegalese Soldiers' Uprising of 1944 », dans Peter Gutkind, Robin Cohen et Jean Copans (dir.), African Labor History, Beverly Hills, éd. SAGE, coll. « SAGE Series on African Modernization and Development », 1978 (ISBN 978-0-8039-1064-5), p. 109-128.
- Cheikh Faty Faye, Aube de sang, L’Harmattan, 2005
- Julien Fargettas, « La révolte des tirailleurs sénégalais de Tiaroye. Entre reconstructions mémorielles et histoire », Vingtième Siècle : Revue d'histoire, no 92,‎ 4e trimestre 2006, p. 117-130 (DOI 10.3917/ving.092.0117).
- Anthony Guyon, Les tirailleurs sénégalais, de l’indigène au soldat de 1857 à nos jours, Paris, Ministère des Armées / Perrin, 2022 (ISBN 9782262085971), p. 380
- M'Baye Gueye, « Le 1er décembre 1944 à Thiaroye, ou le massacre des tirailleurs sénégalais anciens prisonniers de guerre », Revue sénégalaise d'histoire, no 1,‎ 1995, p. 3-23.
- Armelle Mabon, « La tragédie de Thiaroye, symbole du déni d'égalité », Hommes et Migrations, no 1235,‎ janvier-février 2002, p. 86-95 (DOI 10.3406/homig.2002.3780, lire en ligne).
- Armelle Mabon, Prisonniers de guerre « indigènes » : Visages oubliés de la France occupée, Paris, éd. La Découverte, 2019, 303 p. (ISBN 978-2-348-04343-7, présentation en ligne), chap. 11 (« Thiaroye : un mensonge d'État ») ; 1re édition 2010, 297 p.  (ISBN 978-2-7071-5078-3).
- Armelle Mabon, « Les prisonniers de guerre coloniaux durant l’Occupation en France », Hommes et Migrations, novembre-décembre 2000, no 1228, p. 15-28.
- Armelle Mabon, « Le massacre de Thiaroye : crime continu de la Françafrique », Cahiers d’histoire. Revue d’histoire critique, no 157,‎ 20 septembre 2023, p. 79–99 (ISSN 1271-6669, DOI 10.4000/chrhc.21998, lire en ligne, consulté le 1er décembre 2024)
- Armelle Mabon, Le massacre de Thiaroye - 1er décembre 1944. Histoire d’un mensonge d'État, Le Passager clandestin, novembre 2024, 272 p.
- Armelle Mabon, « Synthèse sur le massacre de Thiaroye (Sénégal, 1er décembre 1944) », sur xalimasn.com, 11 novembre 2014.
- Martin Mourre, De Thiaroye on aperçoit l’île de Gorée. Histoire, anthropologie et mémoire d’un massacre colonial au Sénégal, thèse de doctorat, 2014
- Martin Mourre, chap. 9 « Les ressacs de la mémoire collective : Étude de cas à partir de la répression de Thiaroye 44 au Sénégal », dans Muriel Gomez-Perez et Marie Nathalie LeBlanc (dir.), L'Afrique des générations, Paris, éd. Karthala, coll. « Hommes et sociétés », 2012, 843 p. (ISBN 978-2-8111-0631-7, DOI 10.3917/kart.gomez.2012.01.0401, lire en ligne), p. 401-437
- Martin Mourre, Thiaroye 1944. Histoire et mémoire d’un massacre colonial, Rennes : PUR, 2017
- Martin Mourre, « L’Armée, la haute fonction publique et le massacre de Thiaroye en 1944 au Sénégal. Bureaucratie impériale et petits meurtres entre amis », French Politics, Culture & Society, vol. 40, no 1,‎ 2022, p. 107 à 127 (lire en ligne).
- Martin Mourre (préf. Elikia M'Bokolo, postface Bob W. White), Thiaroye 1944 : Histoire et mémoire d’un massacre colonial, Rennes, éd. PUR, coll. « Histoire », 2017, 239 p. (ISBN 978-2-7535-5345-3).
- Martin Mourre, « La répression de Thiaroye : Décrire les différents degrés de la violence coloniale », Les Temps modernes, vol. 693-694, no 2,‎ 2017, p. 87-110 (DOI 10.3917/ltm.693.0087, lire en ligne, consulté le 19 juin 2020)
- Samuel Mbajum, Les combattants africains dits « Tirailleurs Sénégalais » au secours de la France (1857-1945), Paris, éd. Riveneuve, 2014, 519 p. (ISBN 978-2-36013-176-1)
- Aminata Niang-Diene, Sylvie Thiéblemont-Dollet, « Penser les relations entre fictions et témoignages autour du camp de Thiaroye. Une reconstruction d’un épisode de l’histoire coloniale française », Revue pluridisciplinaire de la Fondation Auschwitz, no 106, janvier-mars 2010, p. 97-112.
- (en) Sabrina Parent, Cultural Representations of Massacre : Reinterpretations of the Mutiny of Senegal, New York, éd. Palgrave Macmillan, 2014, 210 p. (ISBN 978-1-137-27496-0, DOI 10.1057/9781137274977)
- Sabrina Parent, « Thiaroye : une métaphore vive », Cahiers internationaux de symbolisme, no 125-127, 2010, p. 15-29
- Janos Riesz, « Thiaroye 1944 — Un évènement historique et ses (re)présentations littéraires », in Janos Riesz (directeur de publication), « Astres et désastres. » Histoire et récits de vie africains de la Colonie à la Postcolonie, Hildesheim : Georg Olms Verlag, 2009.
- Raffael Scheck, « Les prémices de Thiaroye: L’influence de la captivité allemande sur les soldats noirs français à la fin de la Seconde Guerre mondiale », French colonial history, vol. 13,‎ 2012, p.74-83.
- Abdoul Sow (préf. Cheikh Gueye), Des tirailleurs sénégalais se racontent, Dakar, L'Harmattan Sénégal, 2018, 407 p. (ISBN 978-2-343-14969-1, lire en ligne)
- Sylvie Thiéblemont-Dollet, « Figures emblématiques et mobilisations collectives. Autour de la tragédie de Thiaroye », dans Fleury Béatrice, Walter Jacques (directeurs scientifiques), Qualifier des lieux de détention et de massacre 3. Figures emblématiques, mobilisations collectives, Nancy, Presses universitaires de Nancy, 2010, p. 327-338
- Sylvie Thiéblemont-Dollet, « Ousmane Sembène. Le témoin obligé du camp de Thiaroye », dans Béatrice Fleury, Jacques Walter (directeurs scientifiques), Carrières testimoniales. Les devenirs-témoins de conflits des xxe et xxie siècles 2, Nancy, Presses universitaires de Nancy, 2012, sous presse

#### Bande dessinée
- Pat Perna (scénario), Nicolas Otéro (scénario), Armelle Mabon (conseillère scientifique), Morts par la France. Thiaroye 1944, Les Arènes BD, 2018,  (ISBN 978-2-35204-739-1)

#### Œuvres littéraires
- Aube africaine, livre de Fodeba Keita où le personnage central est Kadia qui attend son mari, 1965
- Boubacar Boris Diop, Terre rouge, 1981
- Alexandra Badea, pièce de théâtre Thiaroye, au sein d’une trilogie
- Cheikh Faty Faye, Aube de sang, 1977

### Exposition
- Morts pour la France, exposition itinérante réalisée en 2024 par Karfa Diallo et l'association Mémoires et PartagesPatrick Carl, « Nouvelle exposition : « Morts pour la France », l'histoire des tirailleures de Thiaroye », sur Mémoires et Partages, 10 octobre 2024 (consulté le 12 décembre 2024).

### Filmographie
- Le cinéaste sénégalais Ousmane Sembène (1923-2007) réalise un film consacré à cet événement : Camp de Thiaroye— cf. Parent 2014, chap. 6 : « Camp de Thiaroye by Sembene Ousmane », p. 97-136. DOI 10.1057/9781137274977_7 —, qui sort en 1988. Il reçoit le prix spécial du jury à la Mostra de Venise en 1988 et le prix UNICEF. Il n'est publié en DVD qu'en 2005.
- En 2004, Rachid Bouchareb réalise un court métrage animé, L'Ami y'a bon — référence au personnage publicitaire de la marque de chocolat en poudre Banania —, Tessalit productions/Thoke+Moebius Film, Tassili Film, 2004, 8 minutes.

- En 2022, le documentaire Thiaroye 44 est un film écrit et réalisé par Marie Thomas-Penette et François-Xavier Destors, et coproduit par Les Films du Sillage, Public Sénat, TV5 Monde et France 24 en coproduction avec France 24 et Public Sénat.

- Violaine Dejoie-Robin (réalisation), Armelle Mabon (scénario), Oubliés et trahis, les prisonniers de guerre coloniaux et nord-africains, produit par Grenades production, 2003, 53 minutes
- Massacre de Thiaroye, enquête vidéo réalisée pour Le Monde par Laureline Savoye, Mélody Da Fonseca (motion design) et Elisa Bellanger, 27 novembre 2024, 13 minPrésentation en ligne : Laureline Savoye, Mélody Da Fonseca et Elisa Bellanger, « Massacre de Thiaroye : enquête vidéo sur la mort de dizaines de tirailleurs sénégalais, le 1er décembre 1944 » , sur Le Monde.fr, 27 novembre 2024 (consulté le 12 décembre 2024)